# فرودگاه لورل (دلاور)
فرودگاه لورل (دلاور) (به انگلیسی: Laurel Airport (Delaware)) یک فرودگاه همگانی بهره‌برداری هوایی است که یک باند فرود چمن دارد و طول باند آن ۹۶۸ متر است. این فرودگاه در شهر لورل، دلاور کشور ایالات متحده آمریکا قرار دارد و در ارتفاع ۹ متری از سطح دریا واقع شده است.